# Шахти
Ша́хти (до 1920 Олександрівськ-Грушевський) — місто Ростовської області Російської Федерації обласного підпорядкування; 223 000 осіб. (1977; 1939 — 135000, 1926 — 32700); центр вугільної промисловості. Належить до етнокультурного регіону Донщина та промислового регіону Донбас.

## Географія
Місто Шахти положене над річкою Грушівка та її правою притокою річкою Атюхта.

## Історія
Перші населені пункти, які згодом увійшли до складу міста, були засновані у 1805 році, це три хутори: Поповський, Власов, Грушевський.
1867 року було створене Грушівське гірниче поселення зі статусом міста. Вже на 1873 рік поселення налічувало 770 дворових садиб, 449 бездворових садиб й 8141 особу (5456 чоловіків й 2685 жінок).
1881 року Грушівське перейменоване на Олександрівськ-Грушівський. На 1897 рік у ньому мешкали 16479 осіб.
В 1920—1924 роках місто входило до складу Донецької губернії УСРР. 4 січня 1920 року Донецький ревком у Луганську на чолі з Володимиром Антоновим встановив склад Донецької губернії з 11 районів, у тому числі Олександрівськ-Грушівського району.
1921 року місто перейменоване на сучасну назву Шахти. Також Олександрівськ-Грушівський район почав називатися Шахтинським.
В 1923 році створена Шахтинська округа Донецької губернії. 2 червня 1924 року Шахтинська округа увійшла до складу Південно-Східної області РРФСР. У листопаді 1924 року область перейменована на Північно-Кавказький край, що проіснував до 1930 року. Восени 1925 року Шахтинська округа перейменована на Шахтинськ-Донецький округ. До нього приєднана більша частина Морозовського округу.
В 1927—1928 роках тривала Шахтинська справа, що була інспірована ОДПУ й завершилася судом у Москві.
1930 року Шахтинськ-Донецький округ скасовано.
За німецької окупації 22 червня 1942 — 12 лютого 1943 року місто зазнало сильних руйнувань.
Після війни було побудовано великі підприємства: бавовняно-паперовий комбінат, завод «Гідропривід», молококомбінат, взуттєва фабрика тощо.
З серпня 1955 року до 19 листопада 1957 року Шахти офіційно були центром Каменської області, коли Ростовська область була розділена навпіл.
В 1990-х та 2000-х роках більшість вугільних шахт були закриті. Економічний занепад міста призвів до скасування трамвайного (у 2001 році) та тролейбусного (у 2007 році) транспорту.
З 2007 року після визначення російським урядом агломерацій, почала поступово формуватися Східно-Донбаська агломерація з центром у Шахтах. До неї увійшли сусідні промислові міста: Красний Сулин, Гуково, Новошахтинськ тощо.
У 2015 році у місті відкрито пам'ятники Олександру II, ім'я якого у минулому носило місто; та «Катюша».

## Населення
Шахти знаходяться на українсько-російській етнографічній межі.
За переписом 1897 року для 3 746 мешканців або 22,73 % населення міста рідною мовою була українська.
За переписом 1926 року, українці становили в Шахтах 13,5 % всього населення, а у Шахтинсько-Донецькій окрузі — 13,1 %.

## Відомі люди
- Ажогін Віталій Васильович (1938—1987) — український кібернетик, доктор технічних наук (1979), професор (1981).
- Алексєєв Василь Іванович (1942, Рязанська область — 2011, Мюнхен) — олімпійський чемпіон-важкоатлет, з 1966 і до самої смерті у 2011 році жив у місті Шахти, де очолював дитячо-юнацьку спортивну школу з важкої атлетики.
- Андреєв Геннадій Дмитрович (нар. 23 серпня 1938) — український радянський архітектор, член Спілки архітекторів УРСР з 1973 року.
- Костенко Оксана Вікторівна — велосипедистка, майстер спорту міжнародного класу, чемпіонка Європи 2004 року.
- Купенко Борис Іванович (1922—1992) — український театральний художник.
- Левицький Максим Анатолійович (нар. 26 листопада 1972) — український футболіст, воротар збірної України у 2000-02 роках.
- Логвиненко Марина Вікторівна (нар. 1 вересня 1961) — єдина в історії російського спорту володарка 5 олімпійських медалей у кульовій стрільбі з пістолета (два золота у Барселоні 1992 року, срібло і бронза в Атланті 1996-го, і бронза в Сеулі 1988-го).
- Малахов Геннадій Петрович — російський популяризатор здорового способу життя.
- Новиков Семен Михайлович — радянський державний і партійний діяч.

## Пам'ятники

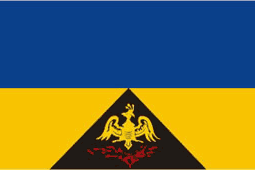
Прапор м. Шахти у 1997—2012 рр.

- Шахти — одне з небагатьох міст Росії, де є пам'ятник Тарасові Шевченку. Погруддя українського поета встановлене на вулиці, яка також носить його ім'я. 2008 року пам'ятник за рішенням місцевої влади було знесено, але обурення шахтинської громади змусило керівництво 2011 року повернути пам'ятник місту[3].